# Kakadu Goffinův
Kakadu Goffinův (Cacatua goffiniana), též kakadu tanimbarský, je malý druh bílého kakadua, který se endemicky vyskytuje na Tanimbarských ostrovech (Indonésie). Menší introdukované populace se nachází i na některých dalších indonéských ostrovech, v Singapuru či Portoriku. Je běžně chován jako domácí mazlíček.

## Systematika
Za formální autoritu druhu se dlouho považoval německý přírodovědec Otto Finsch, který v roce 1863 kakadua popsal pod názvem Lophochroa goffini. Druhové jméno goffini odkazuje k Finschovu příteli, nizozemskému námořníku Andreasovi Leopoldovi Goffinu, který v roce 1863 zemřel ve věku 26 let. V roce 2000 vyšlo najevo, že Finschův původní popis založený na dvou exemplářích popisoval úplně jiný druh, a sice kakadua šalamounského (Cacatua ducorpsii).
Cacatua goffini se tedy stal synonymem pro Cacatua ducorpsii, a samotný kakadu Goffinův tak zůstal bez formálního popisu. Toho se v roce 2004 ujala dvojice nizozemských vědců C.S. Roselaar a J.P. Michels, kteří druh popsali jako Cacatua goffiniana, čímž zachovali původní Finschovo druhové jméno. Typový exemplář druhu byl odchycen na Tanimbarských ostrovech v roce 1923 rakousko-nizozemským přírodovědcem Felixm Kopsteinem.
Jedná se o monotypický druh.

## Výskyt
Kakadu Goffinův je endemický Tanimbarským ostrovům (Malé Sundy, Indonésie), kde se vyskytuje pouze na ostrovech Yamdena a Larat. Introdukovaná populace se vyskytuje na indonéských ostrovech Kai, dále v Singapuru, Portoriku a na Tchaj-wanu. Primární stanoviště druhu tvoří pobřežní nížinatý prales, vyskytuje se však i v sekundárním lese a za krmením se vydává i na obhospodařované plochy, což jej však dostává do konfliktu s tamějšími farmáři.
Druh má sice velmi omezený areál výskytu, avšak ve své domovině je dosti početný. Velikost jeho populace se odhaduje v širokém rozptylu 100 000 – 499 999 dospělých jedinců. Tchajwanská introdukovaná populace je menší než 100 párů.

## Popis

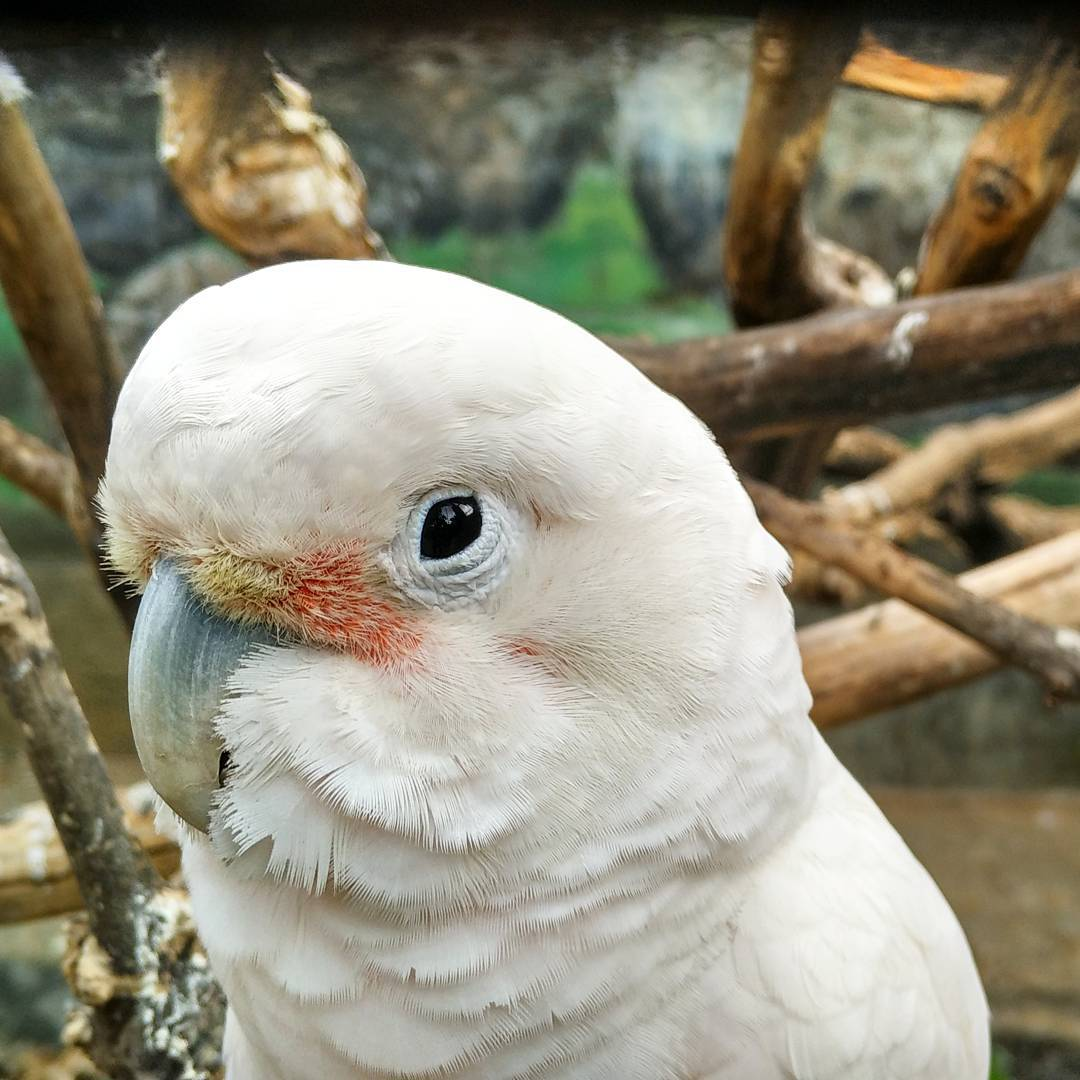
Detail hlavy

S délkou těla kolem 32 cm se jedná o malý druh bílého kakadua. Většina opeření je bílá, přičemž tělní pera jsou u báze narůžovělá, což je nejvýraznější na hrudi a spodině, které může jevit narůžověle. Uzdička (oblast mezi očima a zobákem) má růžový nádech, příuší a tváře jsou jemně nažloutlé. Spodní strana křídel a spodní krovky ocasní jsou jemně nažloutlé. Zobák je šedobílý, neopeřený oční kroužek modrobílý, duhovky hnědočerné, nohy šedé.

## Biologie a chování
O chování ve volné přírodě je známo jen minimum informací. Hlasově se projevuje hlasitým řevem. Může se sdružovat do hejn o několika stovkách jedinců. Samice klade 2–3 vejce do hnízda v dutině stromu. Inkubují oba partneři po dobu kolem 30 dní. Ptáčata opouští hnízdo asi 10 týdnů po vyklubání, avšak rodiče je nadále přikrmují po dalších několik týdnů. Krmí se převážně semeny.

### Inteligence

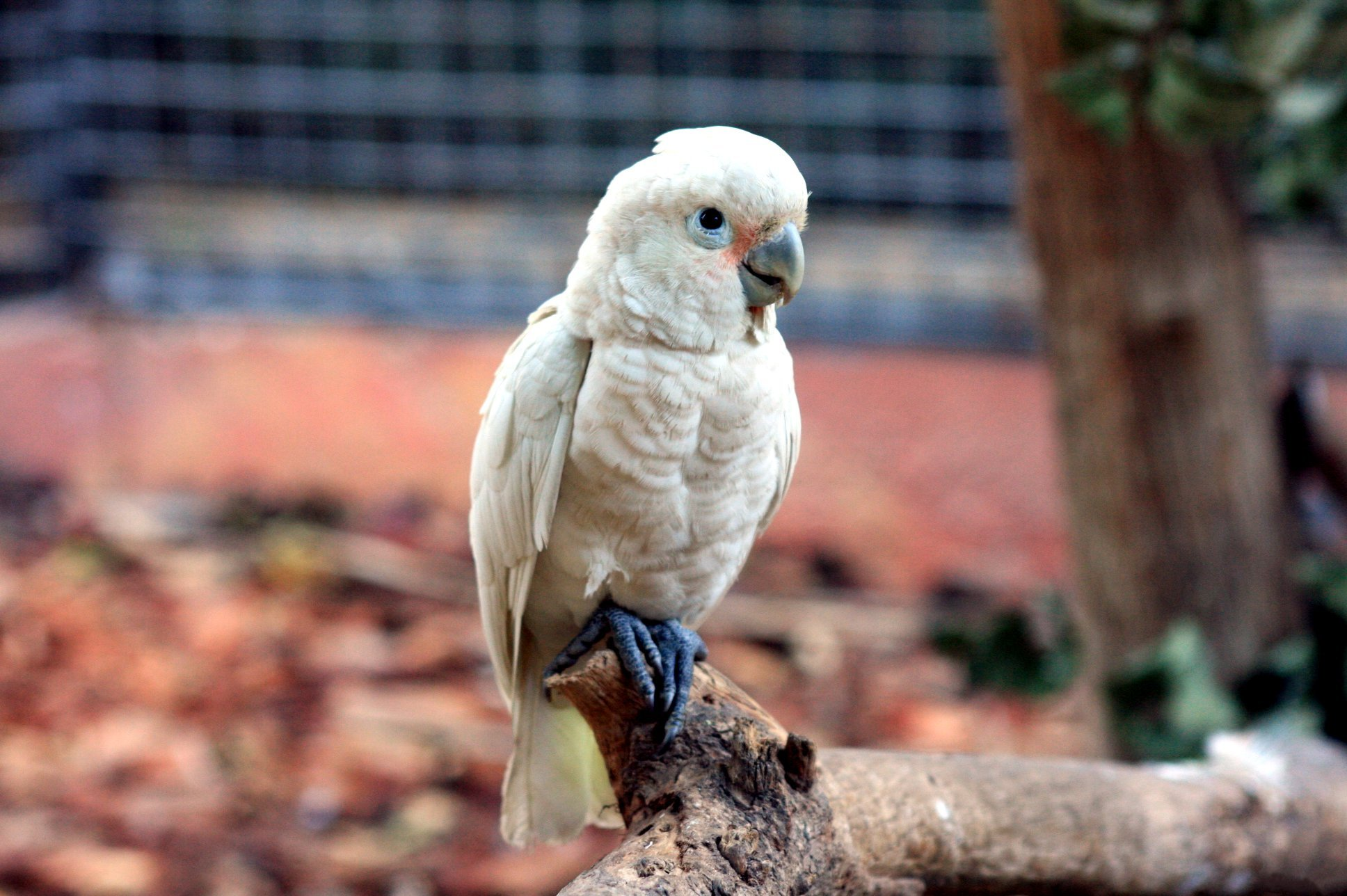
Kakadu Goffinův

Ze zajetí existuje poměrně velké množství studií zkoumající kognitivní schopnosti kakadua Goffinova. Tyto studie vyzdvihují jeho inteligenci, schopnost používání a obdělávání nástrojů i inovativní přístup k řešení komplexních problémů. Na Veterinární univerzitě ve Vídní dokonce existuje institut pro zkoumání kognitivních schopností kakaduů Goffinových s názvem Goffin Labs. Tak např. studie z roku 2012 přinesla záznam o samci, u něhož došlo ke spontánní úpravě klacíčků do formy jednoduchých hrábí, kterými si dokázal přisunout jinak nedostupný pamlsek. Podobně i další studie zaznamenaly schopnost kakadua Goffinova nejen používat, ale i upravovat nástroje.
Studie z roku 2013 zase přišla s tím, že kakadu Goffinův umí vyřešit komplexní hlavolamy. V jednom z pokusů skupinka kakaduů čelila hlavolamu, který vyžadoval 5 kroků k rozlousknutí, aby se řešitel dostal k pamlsku. Jeden z kakaduů to vyřešil za méně než dvě hodiny, a ostatní jedinci se to naučili poté, co řešitele sledovali. Po přeuspořádání sekvence nutné pro vyřešení hlavolamu kakaduové dokázali rychle reagovat a vyřešit problém.

## Vztah k lidem

### Chov

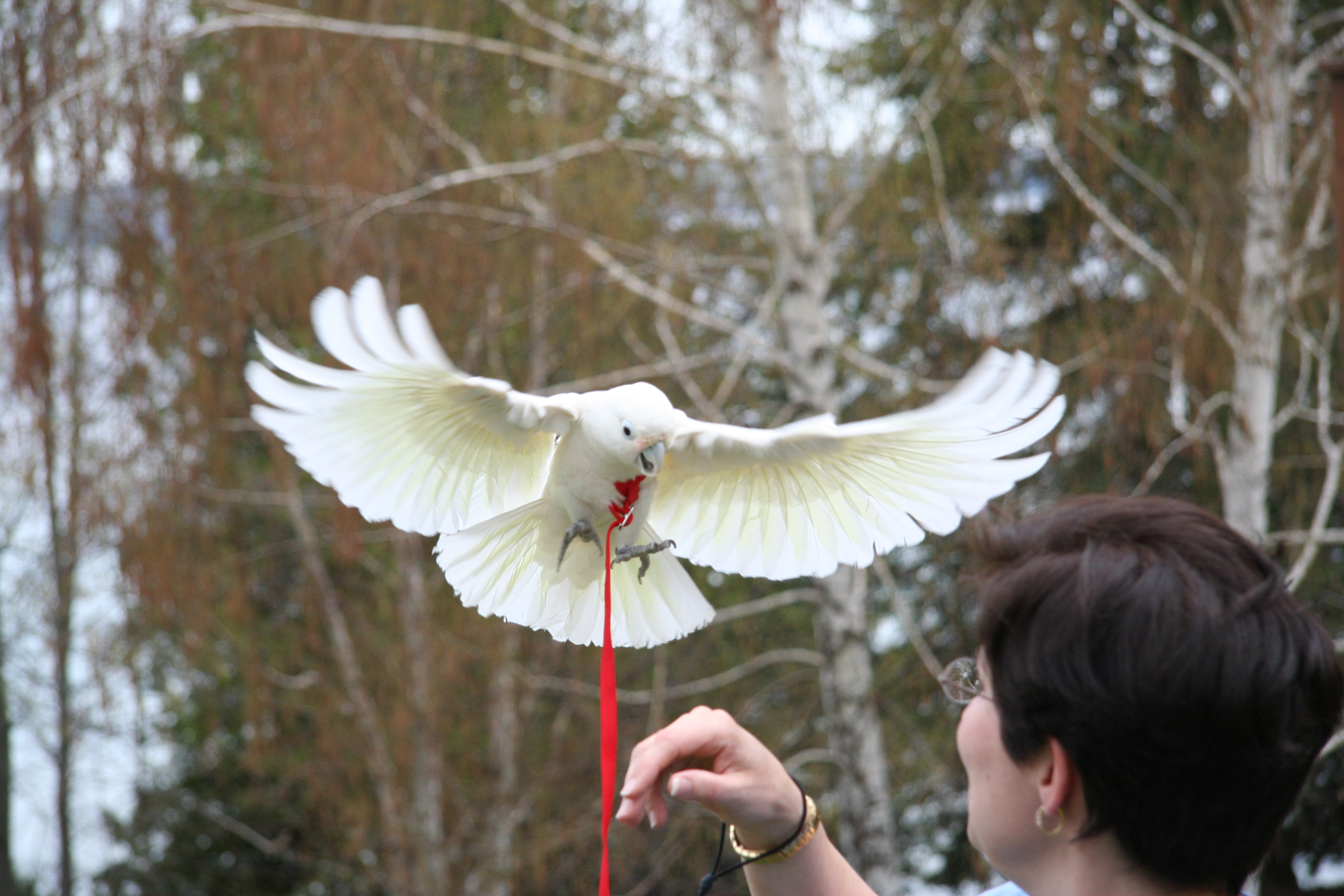
Kakadu Goffinův v letu

V zajetí se jedná o méně často chovaného kakadua, jeho chov však není vzácný. Je odolný vůči chladu a stejně jako ostatní kakaduové vyžaduje pravidelný přísun větví na okus. Díky zařazení druhu na seznam CITES je potřeba ptáky chované v zajetí registrovat.

### Ohrožení
Mezinárodní svaz ochrany přírody druh vyhodnocuje jako témě ohrožený. V minulosti byl totiž kakadu Goffinův ve velkém vyvážen pro chovný trh. V 80. letech 20. století počet každoročně exportovaných kakaduů Goffinových dokonce v některých letech přesahoval 10 000. Odchyt v omezené míře pokračuje dodnes. Vedle odchytu pro chov je motivací místních i omezení škod kakaduů páchaných na pěstovaných plodinách a snad i občasný lov na maso. Odchyt společně s pokračujícím odlesňováním Tanimbarských ostrovů způsobují klesající populační trend.